# Fala Dercy
Fala Dercy foi um programa de auditório apresentado pela atriz brasileira Dercy Gonçalves entre 4 de janeiro e 27 de agosto de 2000 pelo Sistema Brasileiro de Televisão. O programa tinha direção geral de Carlos Alberto Xavier e direção de dramaturgia de Marcos Caruso. Nele, a atriz atuava em um cenário luxuoso, com móveis Luís XV, cortinas de cetim, cristaleiras, aparelhos de jantar de porcelana chinesa e lavatórios folheados a ouro. Temas polêmicos eram debatidos com políticos e artistas, Dercy também conduzia entrevistas com diversas celebridades como cantores, grupos musicais, bandas. Entidades filantrópicas também tinham espaço para mostrar seu trabalho.
Dercy reencenou sátiras de romances clássicos como A Dama das Camélias e Madame Butterfly, e fez suas versões de Crepúsculo dos Deuses, Quo Vadis, Chapeuzinho Vermelho, Cleópatra, e também criações suas com o roteiro de Jandira Martini e Aziz Bajur, entre outros. Os quadros tinham redação-final da própria Dercy e marcação mínima feita feita pelos diretores.
Este foi o último programa de Dercy, que faleceu em 2008, ainda contratada pelo SBT e com um salário vitalício oferecido pelo próprio Silvio Santos.

## Episódios
- Chapéuzinho Vermelho
- Amor
- A Julieta do Romeu
- Dama por uma Noite
- Cléopatra
- A Separação
- Sonho
- A Noiva do Homem que Morreu
- O Filho Perfeito
- A Sedução
- Crepúsculo da Deusa

## Elenco
- Homero Kossac
- Rubens Caribé
- Felipe Levy
- Renato Consorte - Romeu
- Turíbio Ruiz - Mordomo
- Isa Rodrigues - Vovó
- John Herbert
- Marly Marley
- Agnes Fontoura
- Noemi Gerbelli - Senhora Duval
- Ruth Romcy